# Germaine Rouer
Germaine Joséphine Rouer, née le 2 novembre 1897 dans le 17e arrondissement de Paris, ville où elle est morte le 26 décembre 1994 dans le 4e arrondissement, est une actrice française, sociétaire honoraire de la Comédie-Française.

## Biographie
De son premier mariage le 11 décembre 1926 avec le réalisateur Pierre Marodon, elle eut une fille, Thérèse, qui deviendra comédienne sous le nom de Thérèse Marney. Divorcée, elle deviendra en 1950 la femme d'Yvon Delbos, homme politique radical-socialiste originaire de Dordogne (1885-1956).
Elle aura passé son enfance et une grande partie de sa vie à Crécy-la-Chapelle, où elle possédait une maison dans le hameau de Mongrolle.

## Carrière au cinéma
- 1910 : Les Deux Orphelines d'Albert Capellani (sous réserve)
- 1910 : Fra Diavolo d'Albert Capellani
- 1910 : Un épisode de 1812 de Camille de Morlhon
- 1916 : Les Vampires. Ep.9 : L'Homme des poisons de Louis Feuillade : Augustine
- 1916 : Les Vampires. Ep.10 : Les Noces sanglantes de Louis Feuillade : Augustine
- 1919 : Perdue de Georges Monca : Madeleine Monfort
- 1921 : Les Deux Soldats de Jean Hervé : Zélie
- 1921 : Le Pauvre Village de Jean Hervé : la Lombarde
- 1921 : Un drame sous Napoléon de Gérard Bourgeois : Sybille Bernac
- 1921 : La Terre de André Antoine : Françoise Macquart
- 1923 : La Porteuse de pain de René Le Somptier : Mary Hartman
- 1926 : La Flamme de René Hervil : Cléo d'Aubigny
- 1926 : Les Mensonges de Pierre Marodon : Thérèse Walcourt
- 1927 : La Cousine Bette de Max de Rieux : Valérie Marneffe
- 1927 : La Glu de Henri Fescourt : la Glu
- 1930 : Au Bonheur des Dames de Julien Duvivier : Madame Desforges
- 1930 : La Messe de minuit, court métrage de Jacques de Baroncelli
- 1931 : Deux Fois vingt ans de Charles-Félix Tavano : Emma Baïta
- 1932 : Roger la honte de Gaston Roudès : Henriette Laroque
- 1934 : Le Secret d'une nuit de Félix Gandéra : Madame Hoppguer
- 1934 : Un soir à la Comédie-Française, court métrage de Léonce Perret
- 1935 : Bourrasque de Pierre Billon : Jane Bardet
- 1936 : Les Deux Gosses de Fernand Rivers : Hélène de Kerlor
- 1936 : La Pocharde de Jean Kemm et Jean-Louis Bouquet : Charlotte Lamarche
- 1937 : Le Chemin de lumière de Paul Mesnier
- 1937 : La Femme du bout du monde de Jean Epstein : Anna
- 1937 : Liberté de Jean Kemm : Jeanne
- 1948 : Le Dolmen tragique de Léon Mathot : Madame Mauclerc
- 1950 : L'Enfant des neiges de Albert Guyot : la mère de Gisèle
- 1953 : Si Versailles m'était conté de Sacha Guitry : Mademoiselle Molière
- 1959 : L'Épreuve, téléfilm de Roland-Bernard : Madame Argante

## Carrière au théâtre
À la Comédie-Française
- Entrée à la Comédie-Française en 1933
- Sociétaire de 1936 à 1955
- 393e sociétaire
- Sociétaire Honoraire en 1956
- 1933 : La Tragédie de Coriolan de William Shakespeare, mise en scène Émile Fabre, Comédie-Française
- 1934 : Bérénice de Racine, Comédie-Française : Bérénice (27 fois de 1934 à 1945)
- 1936 : L'Âne de Buridan de Gaston Arman de Caillavet, Robert de Flers, mise en scène Pierre Bertin, Comédie-Française
- 1937 : Asmodée de François Mauriac, mise en scène Jacques Copeau, Comédie-Française
- 1937 : Bérénice de Racine, Comédie-Française
- 1938 : Madame Sans-Gêne de Victorien Sardou et Émile Moreau, Comédie-Française
- 1938 : Esther de Racine, mise en scène Georges Le Roy, Comédie-Française
- 1939 : Le Jeu de l'amour et de la mort de Romain Rolland, mise en scène Denis d'Inès, Comédie-Française
- 1940 : Le Cid de Corneille, mise en scène Jacques Copeau, Comédie-Française
- 1941 : Léopold le bien-aimé de Jean Sarment, mise en scène Pierre Dux, Comédie-Française
- 1942 : Gringoire de Théodore de Banville, mise en scène Denis d'Inès, Comédie-Française
- 1942 : Hamlet de William Shakespeare, mise en scène Charles Granval, Comédie-Française
- 1944 : Barberine d'Alfred de Musset, mise en scène Jean Meyer, Comédie-Française
- 1944 : Esther de Racine, mise en scène Georges Le Roy, Comédie-Française
- 1944 : Asmodée de François Mauriac, mise en scène Jacques Copeau, Comédie-Française
- 1945 : Antoine et Cléopâtre de William Shakespeare, mise en scène Jean-Louis Barrault, Comédie-Française
- 1949 : L'Homme de cendres d'André Obey, mise en scène Pierre Dux, Comédie-Française au Théâtre de l'Odéon
- 1950 : Les Caves du Vatican d'André Gide, mise en scène Jean Meyer, Comédie-Française
- 1950 : L'Arlésienne d'Alphonse Daudet, mise en scène Julien Bertheau, Comédie-Française au Théâtre de l'Odéon
- 1952 : Le Bourgeois gentilhomme de Molière, mise en scène Jean Meyer, Comédie-Française
- 1952 : Britannicus de Racine, mise en scène Jean Marais, Comédie-Française : Agrippine en alternance
- 1953 : Britannicus de Racine, mise en scène Jean Marais, Comédie-Française
- 1954 : Britannicus de Racine, mise en scène Jean Marais, Comédie-Française

Au théâtre de l'Odéon
- 1922 : Molière d'Henry Dupuy-Mazuel et Jean-José Frappa, mise en scène Firmin Gémier, Théâtre de l'Odéon
- 1924 : L'Invitation au voyage de Jean-Jacques Bernard, mise en scène Gaston Baty, Théâtre de l'Odéon
- 1933 : Napoléon de Saint-Georges de Bouhélier, Théâtre de l'Odéon